# 郭婆井
30°14′13.56″N 120°9′26.76″E / 30.2371000°N 120.1574333°E
郭婆井，又名郭璞井，位于中国浙江省杭州市上城区吴山山脚清波门社区四宜路14幢旁，是杭州历史最悠久的古井之一，以“一井十眼”著称，现为杭州市文物保护点。

## 名称与传说
就此井的开凿者，主要有两个传说：一是不知何年的郭婆婆造此井为民解忧；二是晋代郭璞来到此地，称此地或有美泉，后人开凿此井便称之为“郭璞井”。清代毛先舒《郭婆井说》中称“相传为晋郭璞所凿，郭婆井者，俗之讹也”，后又讲述了郭婆一家凿井济民的故事——郭家一家三口都乐善好施，郭公在高士坊造井，后人名郭公井；儿子在江干凿井，名郭儿井；而郭婆开凿的井就是郭婆井；后来一名书生来此处，觉得郭婆井名字不雅，于是取谐音郭璞井，并建坊立庙，郭璞井的名字就流传开来。清代丁丙撰写的《武林坊巷志》共列举22处有关郭婆井的记载，其中5处称郭璞井，15处称郭婆井，2处二者并用，时间跨度上至宋代，下至清末，其中郭璞井的用法最早出现在明代，清代李渔曾作《郭婆井赋》称此地久旱未霖，郭璞路过称此地有甘泉，于是人们开凿此井，还在井上题写“郭璞圣井”。
此外据《唐栖志》记载，余杭区塘栖镇的郭璞井可能同样系后人伪托，有人猜测其本名也为“郭婆井”。

## 使用与养护
郭婆井的井水曾和虎跑泉、龙井、玉泉、吴山泉并称为“杭州圣水”。史载明嘉靖年间，杭州半年没有下雨，只有郭婆井照常从石壁中流出；更有称井中不时可以看到三三两两的红鱼游泳。万历《杭州府志》记载，郭婆井在铁治岭北，酿酒煮药多用郭婆井的井水。清代李渔居住吴山山脚，其《郭婆井赋》赞泉水“不浊不咸”，称其为“美泉”。
2009年6月，杭州市政府对郭婆井在内的三口古井进行保护性修缮，三口井中惟郭婆井仍在使用。当时的郭婆井外观保存情况较好，工程对井内清淤及井底、内壁修缮，并将10个井圈替换为仿古加工石材井圈，再做一个景观墙用来介绍井的历史，此外再铺设排水系统；同时，还要在井的周围设置洗衣台、休憩坐凳、轱辘等汲水设施。2012年，《都市快报》报道郭婆井修缮后三年无人看管，周边杂草丛生、垃圾随意堆放。由于自来水的普及，再加之郭婆井周边很多都改建为高档住宅区，因此前来打井的人已经不多，多为年纪大的老人和外来务工人员，井水的水质也越变越差。
- 远观一井十眼
- 井圈近景
- 郭婆井题字
- 养护信息牌